# Gnoien
Gnoien ist eine Landstadt im Osten des Landkreises Rostock in Mecklenburg-Vorpommern. Sie ist Sitz des Amtes Gnoien, dem fünf Gemeinden angehören. Der Ort bildet für seine Umgebung ein Grundzentrum. Seit 2017 trägt Gnoien nach seiner geografischen Lage den Zusatz „Warbelstadt“.

## Geografie

### Geografische Lage
Gnoien liegt innerhalb einer Flussschlinge der Warbel, einem kleinen Nebenfluss der Trebel zwischen Rostock und Demmin. Die Umgebung ist flach, einzelne Hügel erreichen kaum 40 m ü. NHN. Unmittelbar südlich von Gnoien entspringt die Peene. In der Nähe befinden sich die Großsteingräber von Schlutow – die ältesten heute noch sichtbaren Zeugen menschlicher Besiedlung in der Region.

### Stadtgliederung
Ortsteile der Stadt Gnoien sind:
- Dölitz
- Eschenhörn
- Gnoien
- Kranichshof
- Warbelow

### Nachbargemeinden
Umgeben wird Gnoien von den Nachbargemeinden Behren-Lübchin im Westen, Norden und Osten, Finkenthal im Südosten, Altkalen im Süden sowie Walkendorf im Südwesten.

## Geschichte

### Name
Der Ortsname könnte vom slawischen Wort gnoy abstammen, was wenig schmeichelhaft dann Kot bedeutet. Eine andere Deutung, die vom germanischen Wort Gneus ausgeht, also Herr (Herrenort), wäre zwar gefälliger, aber wissenschaftlich nicht belegbar.

### Mittelalter

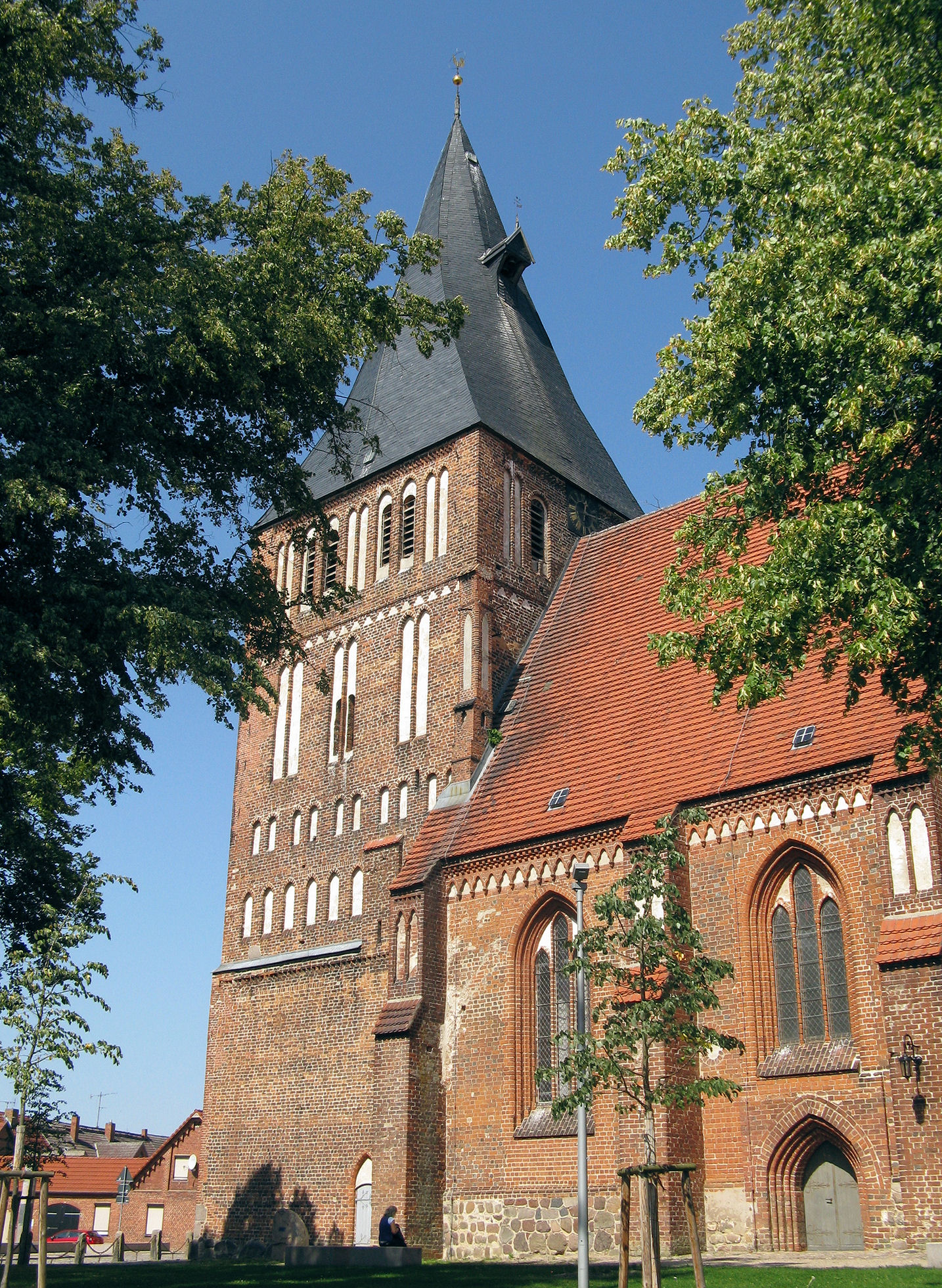
Marienkirche

Gnoien wird (neben Waren, Bützow und einigen weiteren, nicht sicher zuzuordnenden Siedlungsplätzen) bereits um 150 n. Chr. vom alexandrinischen Geografen Claudius Ptolemäus erwähnt (als „Coenoenum“) und ist deshalb einer der ersten urkundlich erwähnten Orte auf dem Gebiet Mecklenburg-Vorpommerns. 1257 gilt als Jahr der ersten mittelalterlichen Erwähnung von Gnoien sowie 1276 als civitatenses und 1287 als oppidum, also als Stadt. Mitte des 14. Jahrhunderts hatte der Ort seine größte Bedeutung. Ein Schloss mit der Lage im Nordosten der Stadt wird bereits 1331 erwähnt. Die gotische Stadtkirche St. Marien wurde im 13. und 14. Jahrhundert errichtet.
Es gab in der als Stadt geführten Siedlung mehrere Handwerkszünfte; man trieb Handel mit Rostock, Schwerin, Wismar und anderen Städten. Der erste Burgvogt – Ritter Otto von Drewitz – befestigte Gnoien mit Wall, Graben, Mauer (Abriss im 18. Jahrhundert) und zwei Stadttoren (Abriss im 19. Jahrhundert). 1344 schlossen die Fürsten von Mecklenburg und die von Werle-Güstrow in Gnoien einen Waffenstillstand. Von 1361 bis 1623 gab es hier eigenes Geld (Gnoiener Witten), das ab 1615 in der Gnoiener Münzwerkstatt geprägt wurde. Im 16. Jahrhundert wurde ein neues Rathaus gebaut.
 Anfang des 17. Jahrhunderts wurde Gnoien Landstadt in Mecklenburg und war als solche eine der Städte im Wendischen Kreis, die bis 1918 auf mecklenburgischen Landtagen der 1523 vereinten Landstände vertreten waren.

### Ab 1600

Gnoien 1761

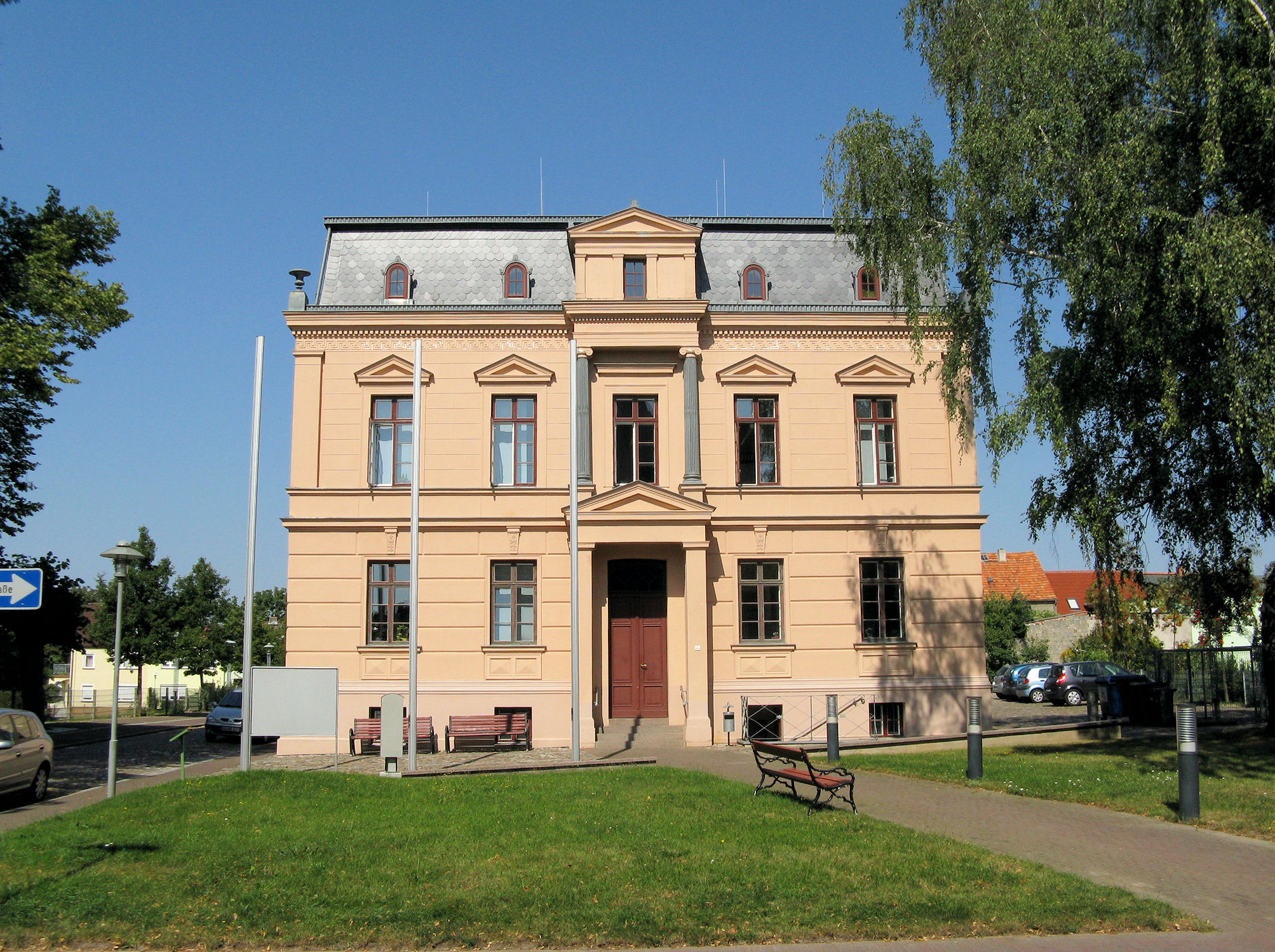
Ehemaliges Großherzogliches Amtsgericht, heute Amtsgebäude

Der Dreißigjährige Krieg zog die Stadt stark in Mitleidenschaft, 1637 wurde sie total verwüstet. Ihre Bedeutung sank stetig. Zeiten der Pest waren zu überstehen. Nur noch 800 Einwohner besiedelten um 1700 den Ort, mehrere Stadtbrände zerstörten Teile der Stadt. Der Brand von 1710 war der verheerendste. Im Kirchenbuch findet sich der Eintrag: den 5. Junius 1710 ist die Stadt Gnoyen abgebrandt. Nur langsam erfolgte der Wiederaufbau, und die Landstadt konnte einen bescheidenen Wohlstand wiedererringen. Auch im Siebenjährigen Krieg hatte Gnoien durch die Werbung von Soldaten und durch Proviantlieferungen für die Preußen erhebliche Unbilden zu erleiden. Erst ab 1800 begann wieder eine positive Entwicklung.
Ab Mitte des 19. Jahrhunderts entstanden Krankenhaus, Amtsgericht (1879), Schulen (1844 bzw. 1860) sowie die Gasanstalt. 1884 wurde Gnoien mit einer eingleisigen Strecke von Teterow an das Bahnnetz angeschlossen, und 1899 wurde das Rathaus fertiggestellt.

### Neuere Zeit
In der Zeit des Nationalsozialismus wurde der jüdische Friedhof mehrfach geschändet und zerstört, obwohl 1925 hier die letzte Beerdigung stattfand. Seit den 1960er Jahren wurde das Areal landwirtschaftlich genutzt. Seit 1970 erinnert ein Gedenkplatz auf dem städtischen Friedhof mit Gedenkstein an der Bobbiner Chaussee an die sechs Millionen Opfer des Holocaust.
Nach dem Zweiten Weltkrieg prägte die Landwirtschaft auch weiterhin das Gesicht der Stadt und der Umgebung. Die private Firma Foto Zorn in Gnoien entwickelte sich zu einem der bedeutendsten Fotolabore im Norden der DDR, spezialisiert auf die Entwicklung von Farbdiapositiven. Nach der politischen Wende wurde ab 1991 der historische Stadtkern mit dem Rathaus im Rahmen der Städtebauförderung grundlegend saniert. 2007 feierte die Stadt ihr 750-jähriges Jubiläum.
Von 1952 bis 1994 gehörte Gnoien zum Kreis Teterow (bis 1990 im DDR-Bezirk Neubrandenburg). 1994 wurde die Stadt in den Landkreis Güstrow eingegliedert. Seit der Kreisgebietsreform 2011 liegt sie im Landkreis Rostock.

### Geschichte der Ortsteile

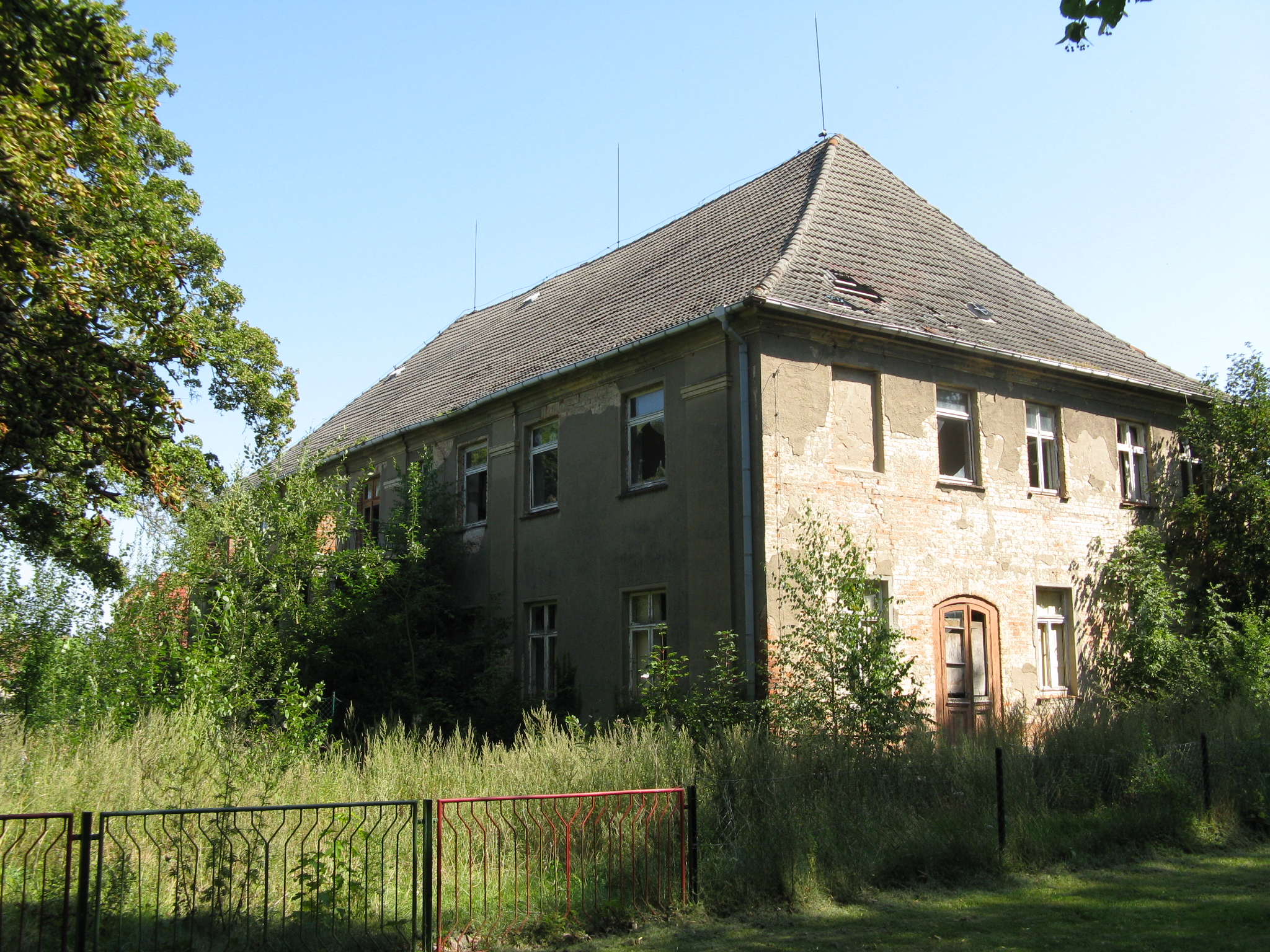
Gutshaus Dölitz

Dölitz: Gutsbesitzer waren u. a. Eggert von Levezow (* 1423) und dessen Familie (bis um 1634), danach u. a. die Familien von Lehsten, kurzzeitig von Rochow, dann wieder von Lehsten (bis Anfang des 19. Jahrhunderts) danach von Behr-Negendank, Kremer und Walter (bis 1931). Die Witwe des Hugo Walter verkaufte das Gut 1931 an die Mecklenburgische Siedlungsgesellschaft, die es aufsiedelte. Aus den Scheunen, Stallungen und anderen Nebengebäuden entstanden 70 Bauernstellen, das Herrenhaus wurde zum Hotel Lindenpark. Es wurde nach 1945 als Gaststätte, Konsum, Kindergarten, Kulturraum und zu Wohnzwecken genutzt und stand seit 1990 leer.
1665 wurde das barocke, zweigeschossige denkmalgeschützte Gutshaus als Fachwerkgebäude auf mittelalterlichen Kellern errichtet. Viele bauzeitliche Details sind noch erhalten. Um 1720 erhielt das Haus gemauerte, schlossartige Fassaden nach Süden und Westen. Um 1900 entstand der Altan. Das Haus wird jetzt privat bewohnt. Für angemeldete Besucher steht das Haus offen, es finden Führungen und Veranstaltungen statt. Der gemeindeeigene denkmalgeschützte Gutspark ist eine der wenigen erhaltenen barocken Parkanlagen in Mecklenburg.
Kranichshof: Gutsbesitzer waren u. a. die Familien von Lehsten (bis 1786), von Zastrow (bis 1792), Kremer (bis 1855), von Behr-Negendank (bis 1906), und Walter (bis 1930). 1939 wurde das Gut für 61 Siedler aufgesiedelt. Das eingeschossige Gutshaus besteht noch.
Warbelow war ein Gutsdorf. Gutsbesitzer waren u. a. die Familien Grafen von Rittberg (18. Jahrhundert bis 1878), Otto und Wildfang (um 1900 bis 1945). Das Gutshaus stammt von um 1913 und ist nach einem Brand von 1952 nur teilweise erhalten.

### Eingemeindungen
Dölitz und Warbelow wurden am 1. Januar 1951 nach Gnoien eingemeindet.

## Bevölkerung
| Jahr | Einwohner |
| ---- | --------- |
| 1350 | 3360      |
| 1700 | 0800      |

| Jahr | Einwohner |
| ---- | --------- |
| 1990 | 4177      |
| 1995 | 3750      |
| 2000 | 3523      |
| 2005 | 3257      |
| 2010 | 3029      |
| 2015 | 2972      |

| Jahr | Einwohner |
| ---- | --------- |
| 2020 | 2898      |
| 2021 | 2865      |
| 2022 | 2838      |
| 2023 | 2867      |

Stand: 31. Dezember des jeweiligen Jahres

## Politik

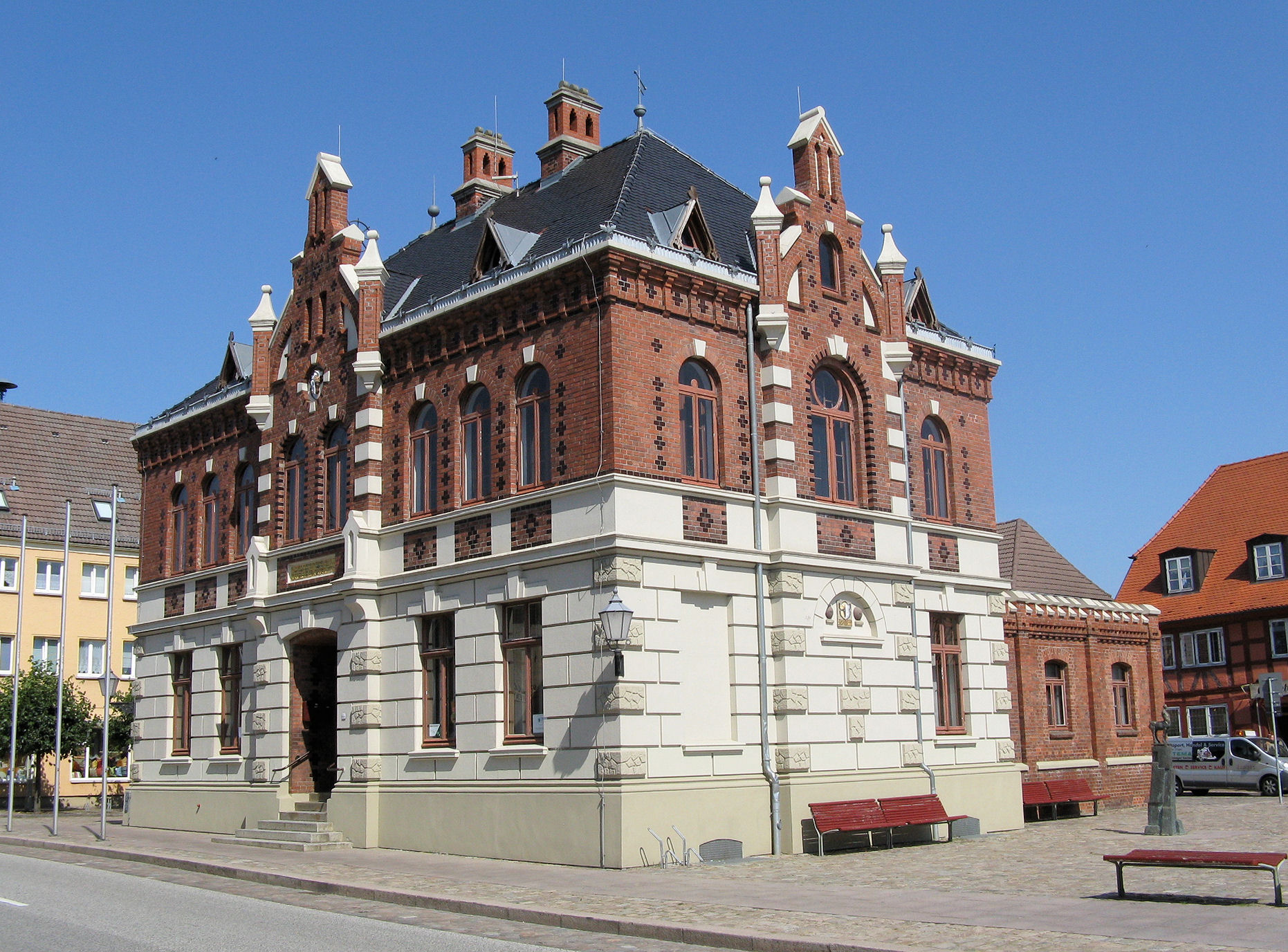
Rathaus

### Stadtvertretung
Die Stadtvertretung von Gnoien besteht aus 12 Mitgliedern. Die Kommunalwahl am 9. Juni 2024 führte bei einer Wahlbeteiligung von 64,6 % zu folgendem Ergebnis:
| Partei / Wählergruppe             | Stimmenanteil 2019 | Sitze 2019 |  | Stimmenanteil 2024 | Sitze 2024 |
| --------------------------------- | ------------------ | ---------- |  | ------------------ | ---------- |
| CDU                               | 54,9 %             | 7          |  | 47,2 %             | 6          |
| Unabhängige Gnoiener Bürger (UGB) | 34,3 %             | 4          |  | 24,1 %             | 3          |
| AfD                               | 07,0 %             | 1          |  | 23,9 %             | 3          |
| Einzelbewerberin Kerstin Wilke    | –                  | –          |  | 04,8 %             | –          |
| Einzelbewerber René Lobenstein    | 03,2 %             | –          |  | –                  | –          |
| Einzelbewerberin Kerstin Pichler  | 00,3 %             | –          |  | –                  | –          |
| Einzelbewerber Bodo Pichler       | 00,3 %             | –          |  | –                  | –          |
| Insgesamt                         | 100 %              | 12         |  | 100 %              | 12         |

### Bürgermeister
- 1979–1990: Wenzel Rieß (SED)
- 1990–1994: Hanne Lore Harder (CDU)
- 1994–2014: Hans-Georg Schörner (SPD)[10]
- seit 2014: Lars Schwarz (CDU)

Schwarz wurde in der Bürgermeisterwahl am 26. Mai 2019 mit 60,1 % der gültigen Stimmen erneut gewählt. Er wurde am 9. Juni 2024 mit 65,0 % der gültigen Stimmen ohne Gegenkandidat in seinem Amt bestätigt. Seine Amtsdauer beträgt fünf Jahre.

### Wappen
| Wappen der Stadt Gnoien | Blasonierung: „Gespalten; vorn in Blau eine halbe silberne Lilie am Spalt, aus der ein silbernes Kleeblatt hervorwächst; hinten in Gold ein halber hersehender, golden gekrönter schwarzer Stierkopf am Spalt mit geschlossenem Maul und silbernen Hörnern.“ |
| Wappen der Stadt Gnoien | Wappenbegründung: Das Wappen ist in Anlehnung an das Siegelbild des ältesten Stadtsiegels – als Abdruck ohne Umschrift 1287 erstmals überliefert – gestaltet und in der jetzigen Form im April 1858 festgelegt worden. Es ist hinsichtlich der Deutung der Liliendarstellung etwas umstritten. So wird die Lilie in einigen Abhandlungen als Symbol der Gottesmutter Maria gedeutet, der die ab Mitte des 13. Jahrhunderts entstandene Stadtpfarrkirche geweiht ist. In anderen Beiträgen wird die Lilie als Symbol einer an der Stadtgründung und -entwicklung beteiligten Adelsfamilie interpretiert. Der Vergleich mit dem als Vorlage für die Wappengestaltung dienenden Siegelbild lässt den Schluss zu, dass sich das aus der Lilie hervorwachsende Kleeblatt sinnentstellend aus einem stilisierten Staubfaden der Lilie entwickelt hat. Mit der Stierkopfdarstellung wird auf die Zugehörigkeit der Stadt von 1291 bis 1301 zur damaligen Teilherrschaft Rostock verwiesen. Das Wappen wurde am 10. April 1858 vom Großherzog Friedrich Franz II. von Mecklenburg-Schwerin festgelegt, 1997 im Zuge der Flaggengenehmigung neu gezeichnet und unter der Nr. 118 der Wappenrolle des Landes Mecklenburg-Vorpommern registriert. |

Historisches Wappen
| Wappen der Stadt Gnoien 1941–1945 | Blasonierung: „Gespalten; vorn in Blau eine halbe silberne Lilie am Spalt, aus der ein silbernes Kleeblatt hervorwächst; hinten in Gold ein halber hersehender, golden gekrönter schwarzer Stierkopf am Spalt mit aufgerissenem Maul, silbernen Zähnen, ausgeschlagener roter Zunge, in Spitzen abgerissenem Halsfell und silbernen Hörnern.“ |
| Wappen der Stadt Gnoien 1941–1945 | Wappenbegründung: Das Wappen unterschied sich nicht wesentlich von dem heute verwendeten; es verlor schon bald nach dem Ende des II. Weltkrieges seine Gültigkeit. Das Wappen wurde vom Heraldiker Hans Herbert Schweitzer gestaltet und am 30. Januar 1941 durch den Reichsstatthalter in Mecklenburg verliehen.                             |

### Flagge
Die Flagge wurde von dem Schweriner Heraldiker Heinz Kippnick gestaltet und am 22. Mai 1997 durch das Ministerium des Innern genehmigt.
Die Flagge ist quer zur Längsachse des Flaggentuchs Gelb – Blau (1:1) gestreift. In der Mitte des Flaggentuchs liegt, auf jeweils ein Drittel der Länge des gelben und des blauen Streifens übergreifend, das Stadtwappen. Die Höhe des Flaggentuchs verhält sich zur Länge wie 3:5.

### Dienstsiegel
Das Dienstsiegel zeigt das Wappen der Stadt mit der Umschrift WARBELSTADT GNOIEN • LANDKREIS ROSTOCK.

### Partnerschaften
Die Partnergemeinde von Gnoien ist seit 1991 Wettringen in Nordrhein-Westfalen. Wettringen hat etwa 8000 Einwohner. Es besteht seit 2009 auch eine Patenschaft mit der Flugabwehrraketengruppe 24 im Flugabwehrraketengeschwader 1.

## Sehenswürdigkeiten und Kultur

### Bauwerke
- Stadtensemble vom Marktplatz mit dem Rathaus über die Marienkirche bis zum ehemaligen Amtsgerichtsgebäude sowie die den Kern umgebenden Wasserläufe
- Stadtpfarrkirche St. Marien als frühgotischer Backsteinbau vom 13. und 14. Jahrhundert, bestehend aus dem zweischiffigen Langhaus mit drei Jochen (14. Jahrhundert), dem rechteckigen Chor mit zwei Jochen (13. Jahrhundert) und dem quadratischen Westturm von 1445. Im Innenraum befinden sich: Gewölbemalerei im Chor von um 1300, 1882 erneuert, der spätgotische Flügelaltar und die Kanzel von 1596.
- Rathaus der Neorenaissance von 1899 nach Entwürfen des Baumeisters Eggers mit dem Kern eines barocken Vorgängerbaus und Wappentafeln mit Inschriftenplatten, um 2000 saniert
- klassizistisches Großherzögliche Amtsgericht von 1877; 1997 renoviert, heute Amtsgebäude für das Amt Gnoien
- Kaiserliche Post von um 1900 in der Langen Straße.
- Wasserturm, technisches Denkmal.
- Wassermühle an der Warbel, die heutige Vierrademühle; schon seit der Stadtgründung nachgewiesen. Der Gebäudekomplex stammt von 1855 bzw. 1892 (Dampfmühle). Nach der Stilllegung 1991 sind die Gebäude ungenutzt geblieben.
- Ständer-Holländermühle von 1890
- Pferderinge an den Bürgersteigkanten in der Nähe der Kirche

### Kultur

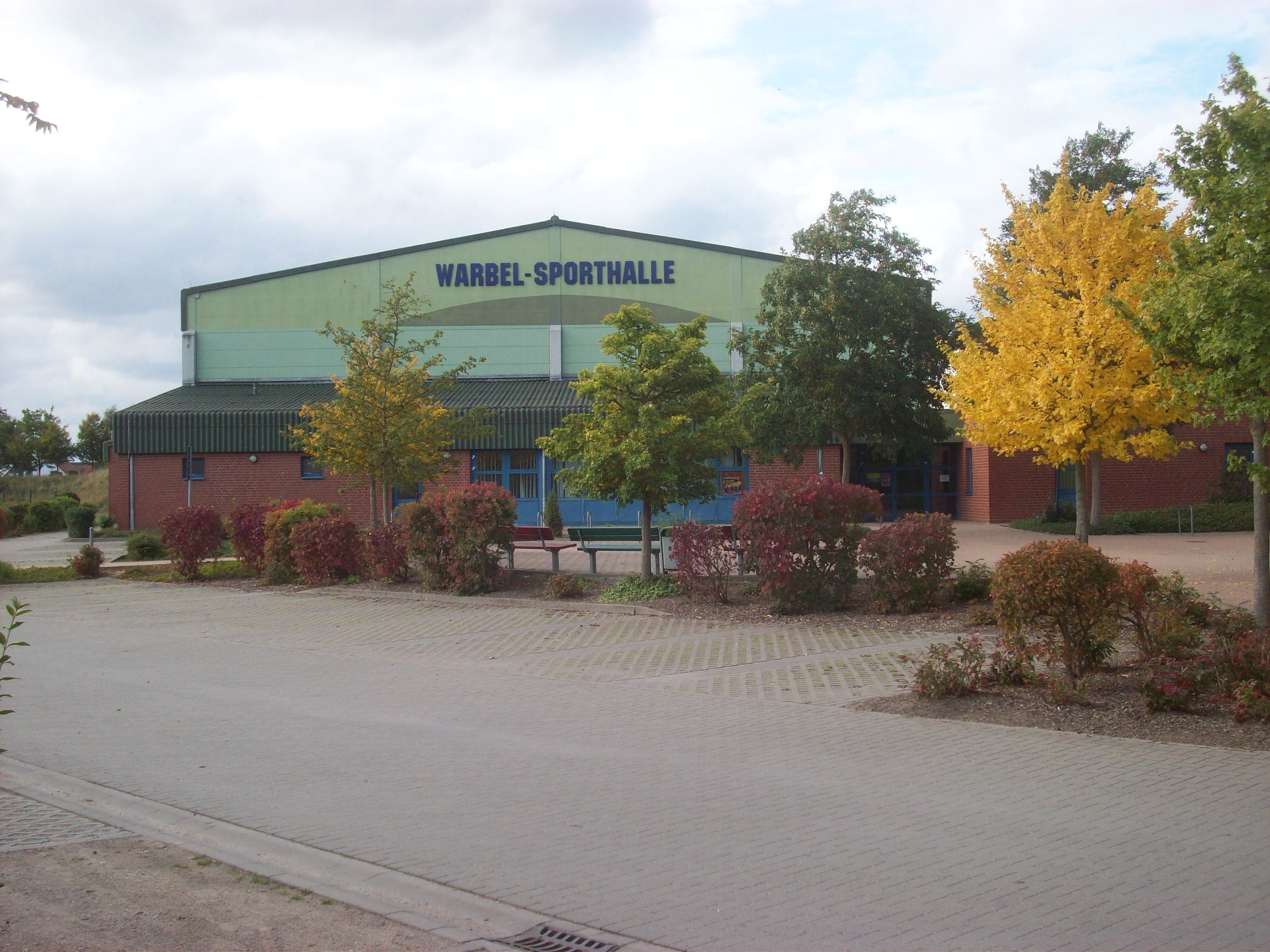
Warbel-Sporthalle

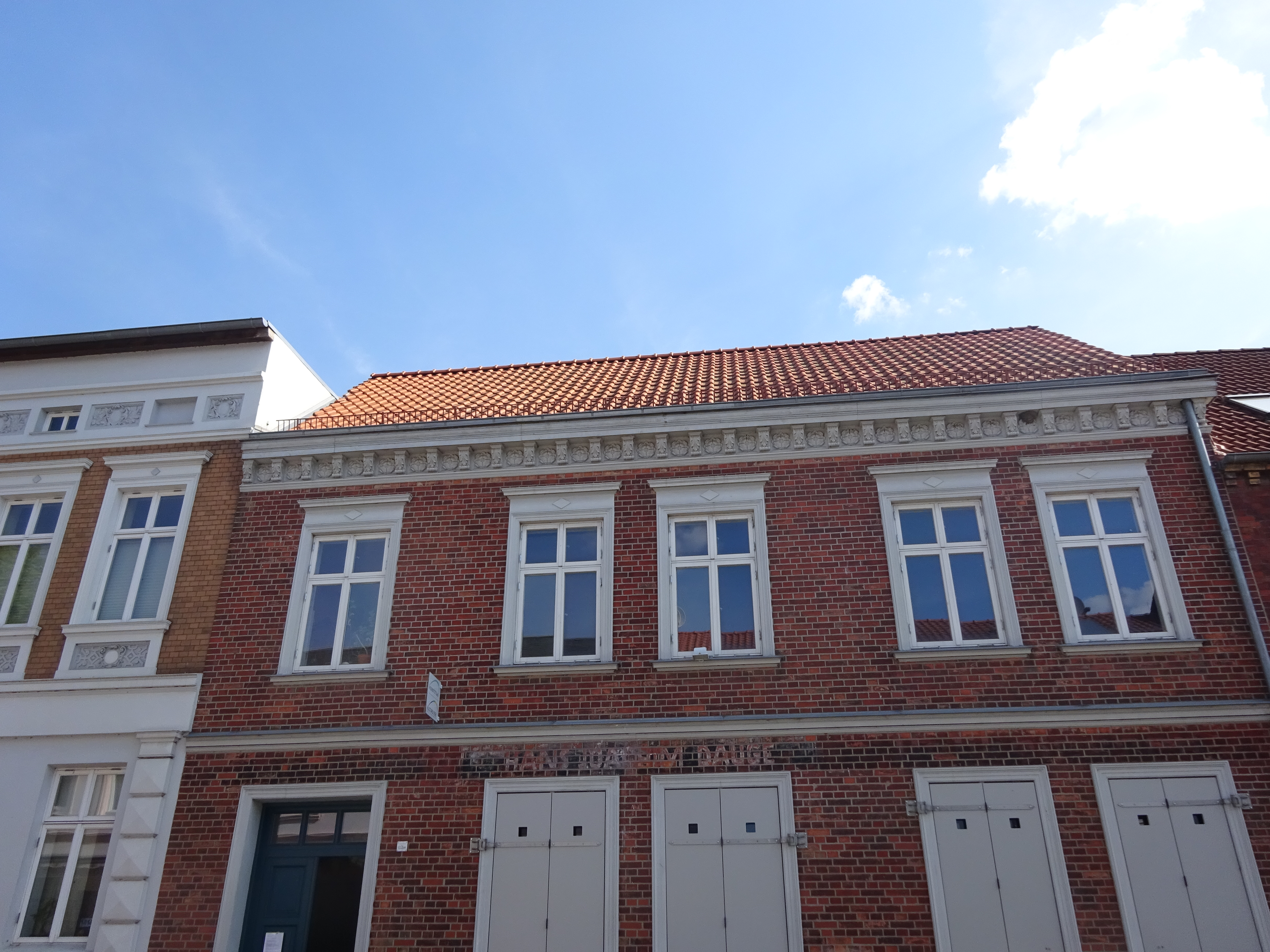
Gebäude der Heimatstube und Kulturbörse

- Familienzentrum Kulturboerse[15] mit kleinem Programmkino mit regelmäßigem Programm
- Stadtbibliothek
- Jugendklub der Stadt
- Heimatstube des Heimatvereins
- St.-Marien-Kirche (Konzerte)
- Rathaussaal (literarische Veranstaltungen)
- Café am Markt (Ausstellungen bildender Künstler)
- Warbel-Sporthalle (kulturelle Großveranstaltungen)
- Haus der Vereine (Veranstaltungen, Ausstellungen oder Zusammenkünfte)

Kulturelle Veranstaltungshöhepunke im Jahr sind u. a. das Gnoiener Mühlenfest und das Stiftungsfest der Freiwilligen Feuerwehr.

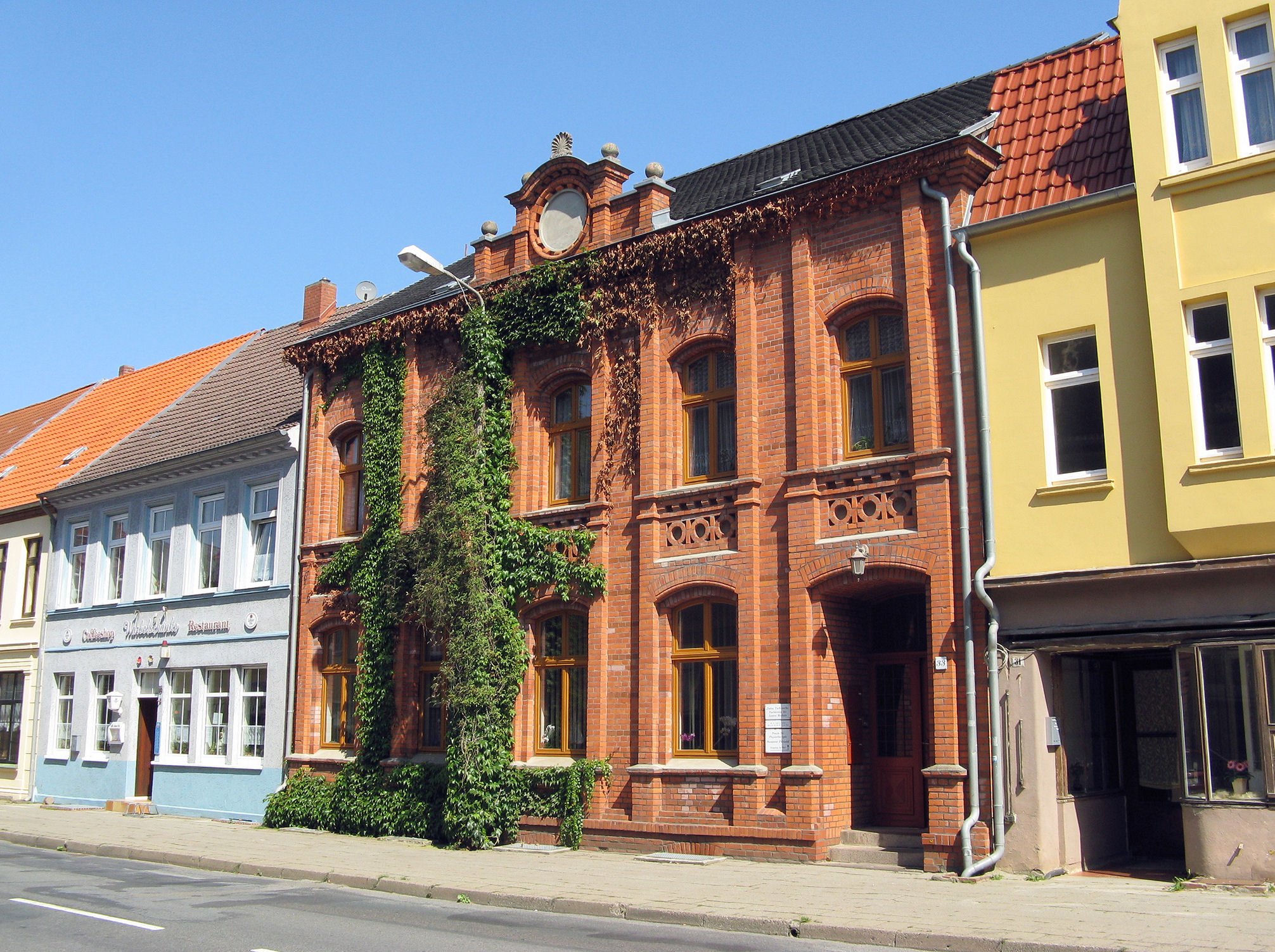
Ehemalige Großherzogliche Post
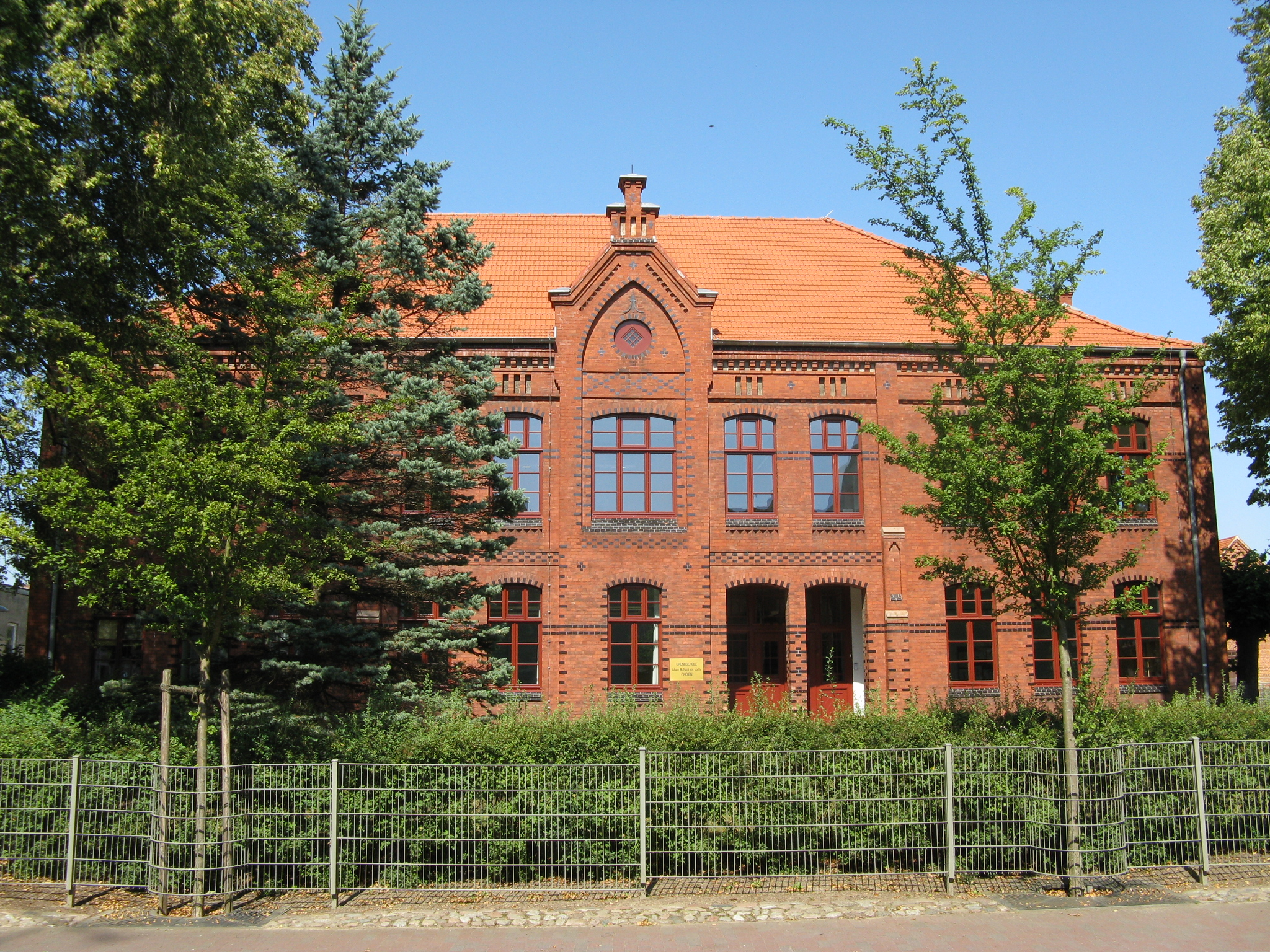
Grundschule
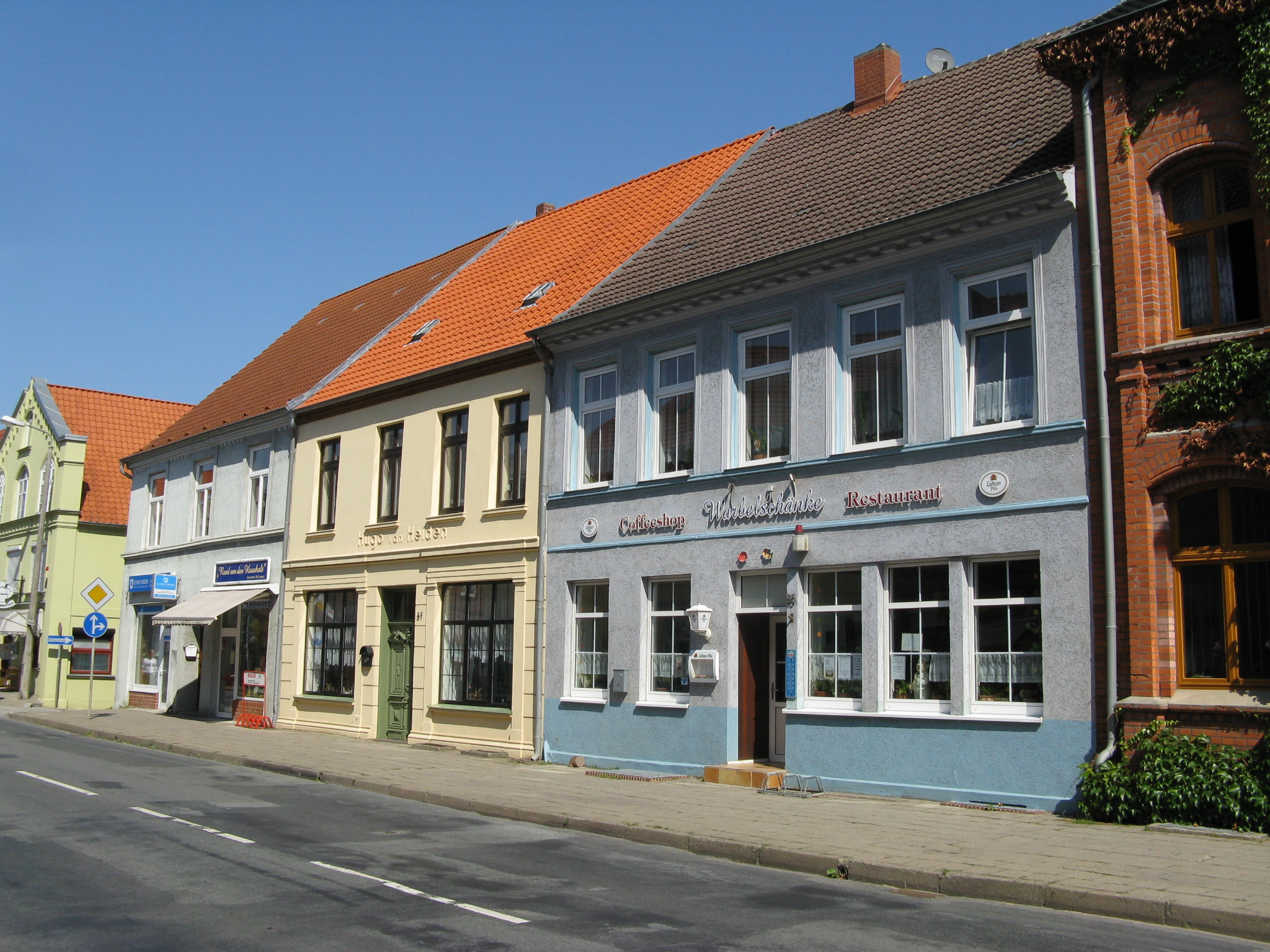
Häuserzeile in der Innenstadt
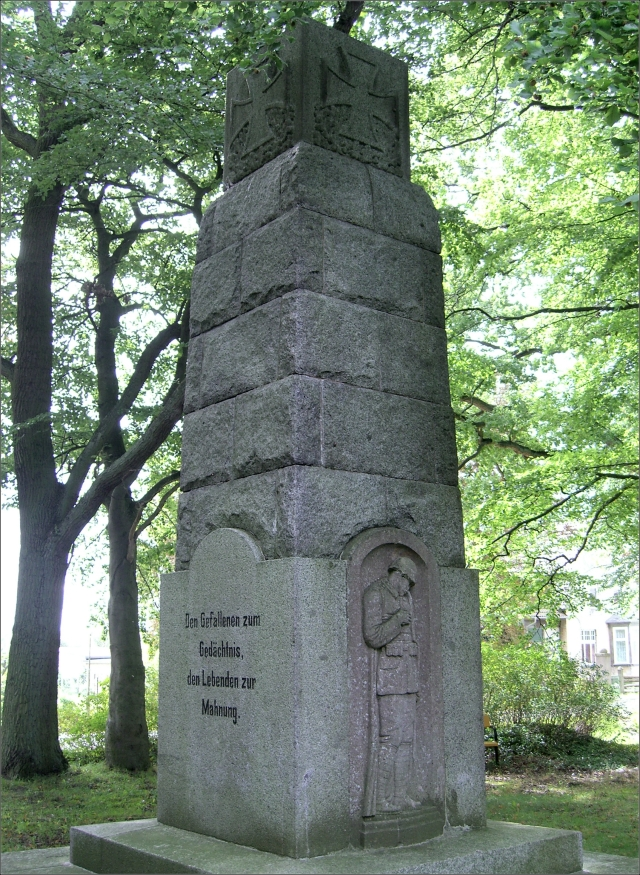
Denkmal 1914/18

## Wirtschaft und Infrastruktur

### Verkehr

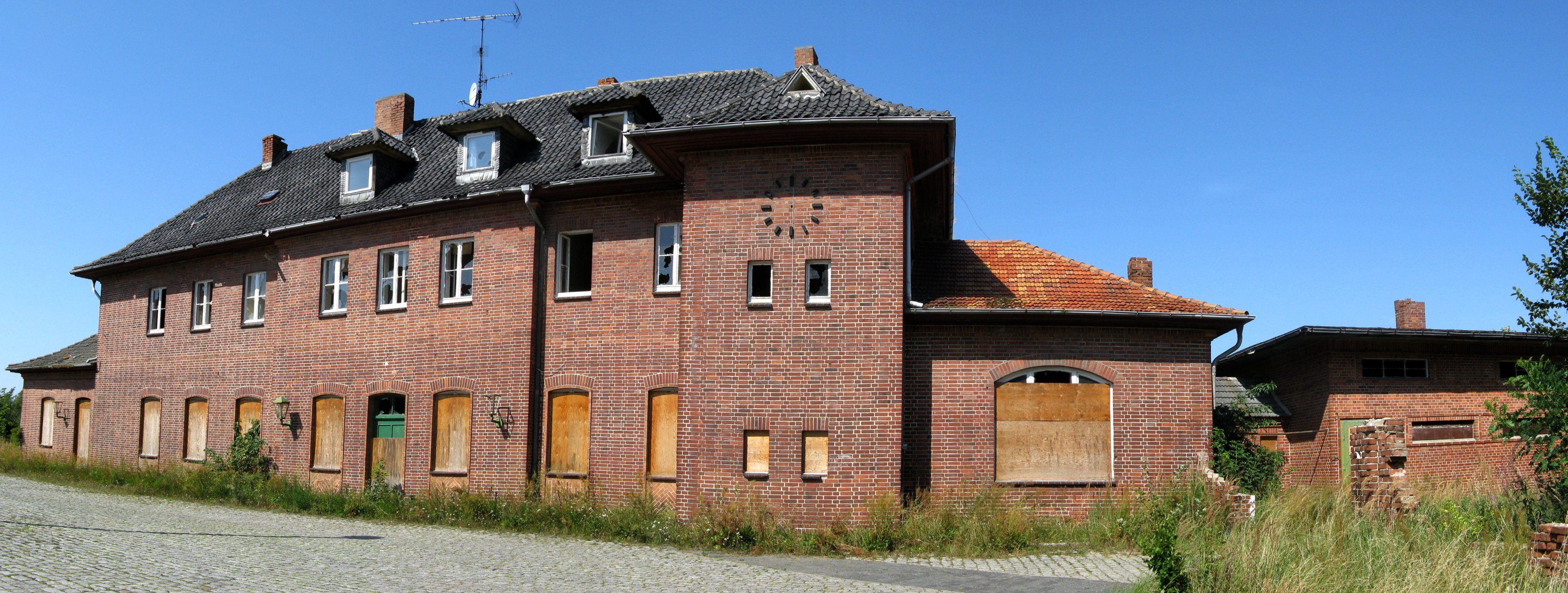
Ehemaliges Bahnhofsgebäude

Gnoien liegt an der Bundesstraße 110 von Rostock nach Demmin sowie an den Landesstraßen L 23 zwischen Bad Sülze und Teterow und L 201 nach Neukalen. Die nächstgelegenen Autobahnanschlussstellen sind Tessin und Bad Sülze (jeweils elf Kilometer entfernt) an der Ostseeautobahn A 20 (Rostock–Dreieck Uckermark).
Die Bahnstrecke Teterow–Gnoien wurde 1997 stillgelegt, nachdem der Personenverkehr bereits 1996 eingestellt worden war. Die nächstgelegenen Bahnhöfe befinden sich in Teterow, Tessin und Demmin.

### Bildung
- Johann Wolfgang v. Goethe-Schule (Grundschule)
- Warbel-Schule (regionale Ganztagsschule)
- DRK-Kindertagesstätte mit Kindergarten, Kinderkrippe und Schulhort

## Persönlichkeiten

### Söhne und Töchter der Stadt
- Ludwig von Rittberg (1797–1881), Jurist, geboren in Warbelow
- Friedrich Heyser (1857–1921), Maler
- Ludwig Godewols (1870–1926), Maler
- Erich Wegner (1899–1980), Maler
- Curt Christian Helm (1900–1936), Rechtsanwalt
- Rudolf Schildmann (1902–1987), Politiker (NSDAP)
- Herbert Wilk (1905–1977), Schauspieler
- Horst Pietsch (1934–2019), Politiker (SED), 1971–1977 Oberbürgermeister von Schwerin
- Christian Gienapp (* 1949), Agrarwissenschaftler, Politiker (CDU)
- Elisabeth Grochtmann (* 1956), Politikerin (CDU)
- Bernd Olbricht (* 1956), Kanute
- Wolf-Dieter Ringguth (* 1958), Politiker (CDU), 2002–2016 Abgeordneter des Landtages Mecklenburg-Vorpommern
- Siegfried Konieczny (1959–2019), Politiker (Die Linke) und Landrat des Landkreises Demmin
- Heidi Westphal (* 1959), Ruderin

### Mit Gnoien verbundene Persönlichkeiten
- Friedrich-Franz Wellingerhof (1917–1985), Pfarrer in Gnoien